# ГЕС Ренасе II
ГЕС Ренасе II (ісп. Renace) — гідроелектростанція у центральній частині Гватемали, за сотню кілометрів на північний схід від столиці країни міста Гватемала. Знаходячись між ГЕС Ренасе (вище по течії) та ГЕС Ренасе III, входить до складу каскаду на річці Кахабон, котра впадає ліворуч до Полочик незадовго до завершення останньої в озері Ісабаль (дренується через Ріо-Дульсе в Гондураську затоку Карибського моря).
В межах проекту річку перекрили бетонною гравітаційною греблею висотою 10 метрів та довжиною 47 метрів, яка практично не утворює сховища (лише 28 тис. м3) та призначена для відведення ресурсу до прокладеної по лівобережжю дериваційної траси, до якої також спрямовується вода, відпрацьована на ГЕС Renace. Довжина траси складає біля 8,5 км, в тому числі тунель довжиною понад 2 км. Приблизно посередині цього маршруту створений верхній балансувальний резервуар об'ємом 100 тис. м3.
Через напірний водовід ресурс подається до машинного залу, обладнаного чотирма турбінами типу Пелтон загальною потужністю 117 МВт, які працюють при напорі у 330 метрів.
Відпрацьована вода спрямовується на наступну станцію Renace III.